# IEEE 802.2
IEEE 802.2는 IEEE 802 표준의 하위 표준이며, 컴퓨터 네트워크의 소프트웨어 구성요소를 기술한다. 이 표준은 논리 링크 제어(LLC)를 정의하며, 이것은 OSI 모델의 데이터 링크 계층의 윗부분에 해당한다. LLC의 서브레이어는 보통 네트워크 계층인 데이터 링크 서비스의 사용자에게 균일한 인터페이스를 나타낸다. LLC 서브레이어 아래는 사용되는 매체(이더넷, 토큰링, FDDI, 802.11 등)에 따라 좌우되는 매체 접근 제어(MAC) 서브레이어에 해당한다.